# GSC4657-2
GSC4657-2 — хімічно пекулярна зоря спектрального класу A2, що має видиму зоряну величину в смузі V приблизно 10,7.

## Пекулярний хімічний склад
Зоряна атмосфера GSC4657-2 має підвищений вміст 
He
.